# David Morgan (Soziologe)
David Morgan (* 30. Juli 1937 in London; † 17. Juni 2020) war ein britischer Soziologe, der an der University of Manchester lehrte und forschte. Sein Hauptarbeitsgebiet war die Familiensoziologie. Er amtierte von 1997 bis 1999 als Präsident der British Sociological Association.

## Werdegang und familiensoziologische Forschung
Morgan war der Sohn einer Büroangestellten und eines Kundenbetreuers und methodistischen Laienpredigers. Nach Schulbesuch und zwei Jahren Wehrdienst bei der Royal Air Force studierte er ab 1957 an der University of Hull Wirtschaftswissenschaft, wechselte dann aber zur Soziologie. Seine Doktorarbeit schrieb er über die sozialen und bildungsmäßigen Herünfte anglikanischer Bischöfe, wobei er feststellte, dass fast alle aus der Oberschicht stammten und an der University of Oxford studierten. Seit 1997 war er Professor an der University Oxford.
Seine Forschungen veränderten die Sicht auf die Familie. Schon Mitte der 1970er Jahre meinte er, man müsse die Geschlechterhierarchie verstehen, um zu begreifen, was in den Familien geschieht. Er kritisierte die einst verbreitete Vorstellung, dass die Rollen von Männern und Frauen einfach natürlich unterschiedlich seien. Darauf aufbauend entwickelte er das Konzept der Familienpraktiken. Damit sind die Beziehungen und Aktivitäten gemeint, die – von den Familienmitgliedern wahrgenommen und durch historische und soziale Prozesse geformt – als mit Familienangelegenheiten zusammenhängend konstruiert werden, wo immer diese auftreten, sowohl innerhalb als auch außerhalb des häuslichen Umfelds. In seinen späten Büchern schlug  Morgan vor, den Fokus vom Substantiv die Familie auf das Verb Familie machen zu verschieben. Damit wollte er auf die diversen Möglichkeiten hinweisen, was und wer eine Familie ausmachen kann.

## Schriften (Auswahl)
- Rethinking family practices. Palgrave Macmillan, Basingstoke/New York 2011, ISBN 978-0-230-52723-2.
- Family connections. An introduction to family studies. Blackwell Publishers, Cambridge 1996, ISBN 0-7456-1078-1.
- Discovering men. Routledge, London/New York 1992, ISBN 0-415-07621-8.
- Social theory and the family. Routledge and Kegan Paul, London/Boston 1975, ISBN 0-7100-8179-0.